# 阪神高速2號淀川左岸線
阪神高速2號淀川左岸線（日语：／ Hanshin kōsoku 2 gō Yodogawa-Sagan sen */?）從日本大阪府大阪市此花區阪神高速5號灣岸線北港系統交流道至門真市門真系統交流道之間的阪神高速道路路線。海老江系統交流道以東仍在建設中。

## 路線名
大阪市道高速道路淀川左岸線

## 交流道
- 出入口編號欄的背景色為■顯示該部分道路已經啟用，設施名稱欄的背景色為■顯示該部分設施尚未啟用，未通車路段名稱皆為臨時名稱。
- 全線都位於日本大阪府內。
- 淀川左岸線2期的4.4公里的路段，2025年將作為連結新大阪站與此年於夢洲舉辦的大阪萬博會場的穿梭巴士專用道路開通，構想中會於2027年開放一般車輛通行。然而，根據大阪市的地質調查的錯誤，建築工程的沿線多番出現類似地震的搖晃，以及由此引起的住宅裂縫，目前能否在大阪萬博開幕時開業仍不清楚[1]。

| 交流道 編號               | 中文設施名稱       | 日文設施名稱 | 英文設施名稱 | 接續路線名稱                     | 起點 里程 （公里） | 備註                           | 所在地 | 所在地 |
| ------------------------- | ------------------ | ------------ | ------------ | -------------------------------- | ------------------ | ------------------------------ | ------ | ------ |
| -                         | 北港JCT            |              |              | 5號灣岸線                        | 0.0                | 神戶／泉佐野、南港 方向        | 大阪市 | 此花區 |
| 2-01                      | 淀川左岸舞洲出入口 |              |              | 此花大橋                         | 0.0                | 海老江方向出入口 入口為ETC專用 | 大阪市 | 此花區 |
| 2-02                      | 環球影城出口       |              |              |                                  | 0.9                | 北港方向起的出口               | 大阪市 | 此花區 |
| 2-03                      | 島屋出入口         |              |              | 北港通                           | 0.9                | 北港方向出入口                 | 大阪市 | 此花區 |
| -                         | 島屋東入口         |              |              | 北港通                           | 1.3                | 暫定使用 2011年12月1日廢除     | 大阪市 | 此花區 |
| 2-04                      | 正蓮寺川出入口     |              |              |                                  | 2.8                | 海老江方向出入口               | 大阪市 | 此花區 |
| 2-05                      | 大開出入口         |              |              | 4.8                              | 北港方向出入口     | 福島區                         | 大阪市 |        |
| -                         | 海老江JCT          |              |              | 3號神戶線                        | 5.6                | 神戶方向接續                   | 大阪市 | 此花區 |
| -                         | 海老江北出入口     |              |              |                                  | 5.6                | 淀川左岸線（2期）              | 大阪市 | 福島區 |
| -                         | 大淀出入口         |              | /            | 阿彌陀池筋 國道176號（十三繞道） | 8.0                | 淀川左岸線（2期）              | 大阪市 | 北區   |
| -                         | 豐崎出入口         |              | /            | 國道423號（新御堂筋）            | 10.0               | 淀川左岸線（2期）              | 大阪市 | 北區   |
| -                         | 內環出入口         |              | /            | 國道479號                        | 17.1               | 淀川左岸線延伸部               | 大阪市 | 城東區 |
| -                         | 內環出入口         | 鶴見區       | /            | 國道479號                        | 17.1               | 淀川左岸線延伸部               | 大阪市 |        |
| -                         | 門真西出入口       |              | /            | 大阪府道2號大阪中央環狀線        | 18.3               | 淀川左岸線延伸部               | 門真市 | 門真市 |
| -                         | 門真JCT            |              |              | E26 近畿自動車道                 | 18.7               | 淀川左岸線延伸部               | 門真市 | 門真市 |
| E89 第二京阪道路 京都方向 |                    |              |              |                                  |                    |                                |        |        |

## 歷史
- 1994年4月28日 : 北港系統交流道 - 島屋出入口間通車。
- 2001年 2月26日 : 環球影城出口通車。
- 2001年（平成13年）3月30日 : 島屋東入口通車。
- 2011年（平成23年）9月29日 : 工程中正蓮寺川水流入隧道內[2][3]。
- 2011年（平成23年）12月1日 : 島屋東入口廢止。
- 2013年（平成25年）2月21日 : 島屋出入口 - 海老江系統交流道間通車日時及交流道名稱發表（北港東→淀川左岸舞洲、正蓮寺川與大開未變更）。
- 2013年（平成25年）5月25日 : 島屋出入口 - 海老江系統交流道間通車。

## 路線狀況

### 車道與速限
| 路段                              | 車道數 全線=上行+下行 | 速限   |
| --------------------------------- | --------------------- | ------ |
| 北港系統交流道 - 海老江系統交流道 | 4=2+2                 | 50km/h |

### 道路施設
- 正蓮寺川隧道（島屋出入口 - 海老江系統交流道間，總長3.6公里）

### 交通量
24時間交通量（台）　道路交通調查
| 区間                          | 平成17（2005）年度 | 平成22（2010）年度 | 平成27（2015）年度 |
| ----------------------------- | ------------------ | ------------------ | ------------------ |
| 北港系統交流道 - 環球影城出口 | 16,062             | 13,796             | 19,749             |
| 環球影城出口 - 島屋出入口     | 16,062             | 6,979              | 19,749             |
| 島屋出入口 - 正蓮寺川出入口   | 調査當時尚未通車   | 調査當時尚未通車   | 6,383              |
| 正蓮寺川出入口 - 大開出入口   | 調査當時尚未通車   | 調査當時尚未通車   | 4,525              |
| 大開出入口 - 海老江系統交流道 | 調査當時尚未通車   | 調査當時尚未通車   | 7,303              |

（出典：「平成22年度道路交通調查 （页面存档备份，存于）、「平成27年度全国道路・街路交通情勢調査 （页面存档备份，存于）」（自国土交通省網頁摘取資料作成）

## 淀川左岸線延伸部
淀川左岸線延伸部是指從大阪市北區豐崎至門真市薭島（ひえじま）（近畿自動車道・第二京阪道路 門真系統交流道），總長大約10公里的快速道路建設計畫。本項建設未來將可以與已經通車的近畿自動車道、灣岸線、事業中的大和川線、淀川左岸線等道路共同組成總長約60公里的大阪都市再生環狀道路，期待可以解除大阪都心部的慢性交通堵塞問題。淀川左岸線延伸部被以大阪門真線的名義指定為地域高規格道路候補路線。
這個計畫以公眾參與的方式進行，以下的4案可供比較檢討。
A案
大半利用都市計畫道路用地建設隧道。
B案
與A案同樣的路線，近豐崎側的部分採用隧道，近薭島側的部分則是高架。
C案
興建深度超過40公尺的隧道，不必用地補償。路線距離可縮減。
D案
豐崎側利用阪神高速12号守口線與森小路線，森小路出口以東則以隧道延伸。
以上的4案在納入沿線居民的意見作為參考並且檢討之後，淀川左岸線延伸部有識者委員會將A案與C案列為優先方案。2006年12月15日提出了以隧道為主體構造，並且可以活用大深度地下的建言。隧道對於沿道環境的影響較小，且大深度地下不需要用地補償，對於工事期間的縮短有幫助。另外，沿線便利性相當高的中間（大約是在與国道479号線（大阪内環状線）交叉的附近）正在努力爭取設置交流道。
2013年1月，環境影響評估的手續經啟動。

## 地理

### 連接高速公路
- 阪神高速5號灣岸線（於北港系統交流道連接）
- 阪神高速3號神戶線（於海老江系統交流道連接）

## 相關項目
- 阪神高速道路第二環狀線
- 正蓮寺川

## 外部連結
- 阪神高速道路株式会社
- 淀川左岸線（阪神高速道路株式会社）（※注意音量）
- （暫稱）淀川左岸線延伸部 （页面存档备份，存于）（大阪府）
- 淀川左岸線延伸部 （页面存档备份，存于） 国土交通省浪速国道事務所